# جان شرانک
جان فلامانگ شرانک (زاده یوهان نپوموک شرانک؛ ۵ مارس ۱۸۷۶ – ۱۵ سپتامبر ۱۹۴۳)، یک میکده‌دار آلمانی-آمریکایی از بایرن بود که در ۱۴ اکتبر، تئودور روزولت، رئیس‌جمهور سابق ایالات متحده آمریکا را در خارج از هتل گیلپاتریک، در میلواکی، ترور کرد. شرانک، مرد ثروتمندی بود که ادعا می‌کرد الهامی دریافت می‌کند که به او می‌گوید باید از انتخاب تئودور روزولت برای سومین دوره به عنوان رئیس‌جمهور، جلوگیری کند. در نهایت، تلاش او برای ترور روزولت، موفقیت‌آمیز نبود. او پس از تیراندازی به روزولت، دستگیر و مجنون شناخته شد.
شرانک توهم داشت و ادعا کرد که روح رئیس‌جمهور ترور شده سابق، ویلیام مک‌کینلی، به او گفته که روزولت، قاتل اوست و روح او، از شرانک خواسته تا انتقام مرگش را بگیرد. پس از سوءقصد نافرجام شرانک، وی دستگیر و در مقابل قاضی، در دادگاه شهرداری میلواکی، به تیراندازی به روزولت، اعتراف کرد. قاضی، هیئتی را برای تعیین اینکه آیا شرانک، از نظر روانی، سالم است یا خیر، منصوب کرد. هیئت، حکم به دیوانگی شرانک داد و در نوامبر ۱۹۱۲، او را به بیمارستان دولتی مرکزی ویژه مجنونان جنایی بردند. وی در آنجا، هیچ وقت هیچ ملاقات‌کننده‌ای نداشت و هیچ نامه‌ای نیز دریافت نکرد.